# MEO (azienda)
MEO - Serviços de Comunicações e Multimédia, S.A., precedentemente nota come PT Comunicações, è una società appartenente ad Altice Portugal che fornisce servizi di telefonia fissa (FTS) e rete pubblica di telecomunicazioni in Portogallo e che gestiva le società del gruppo focalizzate sui segmenti Privato (MEO) e Business (PT Companies).
Fu creata il 18 settembre 2000, circa 9 mesi dopo la liberalizzazione del mercato delle telecomunicazioni in Portogallo.
Oggi è considerato l'operatore storico della rete fissa.

## Storia
Iniziò nel XIX secolo come APT. Successivamente furono creati TLP e CTT, che erano di proprietà dello Stato portoghese. All'inizio degli anni '90 CTT affidò la gestione a una società costituita con il nome di Telecom Portugal, che gestiva il servizio telefonico su tutto il territorio nazionale, ad eccezione di Lisbona e Porto. Nel 1994 fu creata la fusione delle società Telecom Portugal, TLP, TDP e CPRM e così fu creata Portugal Telecom. Il 1º giugno 1995 fu avviata la fase di privatizzazione della società statale Portugal Telecom e si concluse nel dicembre del 2000. PT Comunicações doveva operare, come ha sempre fatto, nella rete fissa, sia per il mercato al dettaglio che per il mercato all'ingrosso.
Nel 2000, ha iniziato a collocare i DSLAM nei Call Center per fornire servizi ADSL in Portogallo ed in base ai dati aziendali, fino a dicembre 2006, copriva già il 98% dell'ADSL ricevuto nelle case di tutti i clienti della rete telefonica PT. Nel 2001 fu creato il servizio Voice Mail o Call Recorder sia nella rete fissa che nella rete mobile. Nel 2003 fu introdotto il servizio di invio e ricezione di SMS con SMS gratuiti verso le reti TMN (attuali MEO) e durante il lancio e lo sviluppo del servizio raggiunse anche i restanti operatori mobili nazionali. Nel 2004 il Multimedia Messaging Service (MMS) fu creato in seguito allo sviluppo tecnologico della rete di telecomunicazioni in cui PT Comunicações sarebbe stato il primo operatore di rete fissa al mondo ad adottare e rendere disponibili sia i servizi SMS che MMS che solo la sua rete mobile. Nel 2005 PT Comunicações crea il servizio di fatturazione elettronica in cui sostituisce il documento di fattura cartacea tradizionale con la fattura digitale inviata ai clienti di PT Comunicações, tutto ciò per una buona politica ambientale dell'azienda del Gruppo PT. Nel 2006 creò il servizio Agenda PT che mirava a presentare un elenco dei 10 numeri di telefono più contattati negli ultimi 3 mesi di fatturazione.
Il 29 dicembre 2014 Portugal Telecom estinse la controllata TMN, che a gennaio aveva cambiato nome in "Meo", integrandola in PT Comunicações.
Nella stessa data, PT Comunicações adottò il nome dell'affiliata estinta "Meo - Serviços de Comunicações e Multimédia".
Più recentemente ha lanciato il servizio MEO, un servizio IPTV - Television over IP, supportato dalla rete di coppie di rame ed in concorrenza con i servizi NOS e Vodafone Tv + Net + Voz.
Nel gennaio 2015, PT Portugal (ora Altice Portugal) ha deciso di unirsi a MEO e PT Comunicações in un'unica società, chiamandosi ora solo MEO.

## Copertura della rete
Oggigiorno è il marchio di fabbrica di un servizio di telecomunicazione a domicilio in abbonamento fornito da Portugal Telecom (PT). Il servizio può essere usufruito tramite ADSL2 disponibile in tutto il Portogallo, FTTH o via satellite.
Il servizio iniziò come test pilota nella città di Lisbona nel 2006 e successivamente è stato ampliato a Oporto e Castelo Branco in Portogallo. Il lancio commerciale del servizio ADSL2 + fu effettuato nel giugno del 2007 e il servizio satellitare è stato attivato nell'aprile del 2008, operando sul satellite Hispasat e presto seguito dal servizio FTTH.
Le offerte ADSL2 + e FTTH raggiungono le varie aree del Portogallo e comprendono servizi Internet a banda larga (al momento fino a 200 Mbit al secondo), oltre al servizio telefonico tradizionale.

## Servizi
C'era in previsione di lanciare un nuovo servizio di televisione digitale DVB-T tramite un marchio MEO noto come TDT.
Il canale televisivo line-up include la versione portoghese di canali internazionali come:
- AXN
- FOX
- Syfy
- MTV
- Disney Channel
- National Geographic Channel
- Eurosport

E diversi canali televisivi della squadra di calcio europea, come ad esempio:
- Barça TV
- Benfica TV
- Chelsea TV
- Manchester United TV
- Real Madrid TV
- Sporting TV

Attualmente è in concorrenza con l'offerta di NOS (via cavo e via satellite), di Vodafone Portugal (IPTV) e di Nowo (cavo).

## Marchi

### Privati

#### MEO
È un operatore di telecomunicazioni fisse e mobili con questo nome.

### Affari

#### PT Empresas
È un servizio creato dopo la fusione tra PT Negócios e PT Prime, che offre un'offerta di soluzioni tecnologiche e di telecomunicazione per le PMI: piccole, medie imprese e grandi imprese e istituzioni, come il governo portoghese.

### Giovani e adolescenti

#### Moche
È un servizio giovanile di MEO.

### Servizi di pagamento

#### Portafoglio MEO
Fornisce servizi di pagamento.

### Basso costo

#### UZO
È un marchio di MEO Operator of Portugal, creato il 21 giugno 2005 ed opera sulla rete GSM di MEO nel segmento telefonia mobile a basso costo.
UZO opera indipendentemente da MEO da un punto di vista commerciale, di comunicazione, di call center e di sistemi informativi.

## Attività
Ha stretto accordi per fornire l'accesso alla propria rete mobile con i seguenti MVNO portoghesi:
- moche Móvel
- Phone-ix CTT Móvel
- Uzo Mobile